# 260
260（二百六十、二六〇、にひゃくろくじゅう）は、自然数または整数において、259の次で261の前の数である。

## 性質
- 260は合成数であり、約数は 1, 2, 4, 5, 10, 13, 20, 26, 52, 65, 130, 260 である。
  - 約数の和は588。
    - 60番目の過剰数である。1つ前は258、次は264。
- 1/260 = 0.00384615384... (下線部は循環節で長さは6)
  - 逆数が循環小数になる数で循環節が6になる41番目の数である。1つ前は259、次は273。
- 約数の和が260になる数は1個ある。(171) 約数の和1個で表せる55番目の数である。1つ前は258、次は266。
- 各位の和が8になる24番目の数である。1つ前は251、次は305。
- 2602 + 1 = 67601 であり、n2 + 1 の形で素数を生む44番目の数である。1つ前は256、次は264。
- 260 = 8 × (82 + 1)/2
  - n = 8 のときの n(n2 + 1)/2 の値とみたとき1つ前は175、次は369。
  - 8 × 8 の魔方陣の1列の和は 260 である。
- 260 = 22 + 162 = 82 + 142
  - 異なる2つの平方数の和で表せる78番目の数である。1つ前は257、次は261。(オンライン整数列大辞典の数列 A004431)
  - 2つの平方数の和2通りで表せる13番目の数である。1つ前は250、次は265。
- 260 = 42 + 102 + 122
  - 3つの平方数の和1通りで表せる77番目の数である。1つ前は253、次は265。(オンライン整数列大辞典の数列 A025321)
  - 異なる3つの平方数の和1通りで表せる77番目の数である。1つ前は258、次は262。(オンライン整数列大辞典の数列 A025339)
- 260 = 44 + 4
  - n = 4 のときの 4n + n の値とみたとき1つ前は67、次は1029。(オンライン整数列大辞典の数列 A158879)
  - n = 4 のときの nn + n の値とみたとき1つ前は30、次は3130。(オンライン整数列大辞典の数列 A066068)
  - n = 4 のときの n4 + n の値とみたとき1つ前は84、次は630。(オンライン整数列大辞典の数列 A091940)
- 260 = 22 × 5 × 13
  - 3つの異なる素因数の積で p2 × q × r の形で表せる14番目の数である。1つ前は234、次は276。(オンライン整数列大辞典の数列 A085987)
- 260 = 182 − 64
  - n = 18 のときの n2 − 64 の値とみたとき1つ前は225、次は297。(オンライン整数列大辞典の数列 A098849)

## その他 260 に関連すること
- 第260代ローマ教皇はピウス12世（在位：1939年3月2日～1958年10月9日）である。
- ISO 3166-1（JIS X 0304 国名コード）の260は、フランス領南方・南極地域。
- 国際電話番号の260は、ザンビア。
- ボルボ・260シリーズは、スウェーデンのボルボ・カーズの乗用車。
- 260系または260形（型）の鉄道車両。
  - 相鉄トム260形貨車
  - 京阪260型電車
  - 近鉄260系電車
- アエルマッキ SF-260 は、イタリアのアレーニア・アエルマッキの軽飛行機。
- スカパー!のCh260は、洋画★シネフィル・イマジカ。
- ギリス(USS Gillis, DD-260/AVD-12)は、アメリカ海軍の駆逐艦。
- カバナ(USS Cabana, DE-260)は、アメリカ海軍の護衛駆逐艦。
- レイポン(USS Lapon, SS-260)は、アメリカ海軍の潜水艦。